# 林睿庠
林睿庠（Rui-Siang Lin，2000年—），畢業於國立臺灣大學資訊管理學系。於2020年10月前後開始以網路化名「Pharoah」與「faro」在暗網架設經營毒品交易市場Incognito Market，他設計並且管理可靠的匿名金流交易系統，每筆交易抽取5%的佣金，在全球累計銷售額超過一億美元。於2024年5月在美國紐約約翰·甘迺迪國際機場被捕，遭以毒梟罪（持續性犯罪事業罪）等多項刑事罪名起訴。

## 生平
林睿庠中學時期於奧林匹克數學競賽獲得優異獎，2019年畢業於臺北市私立復興實驗高級中學，進入國立臺灣大學數學系就讀並獲得事恩獎學金，隔年轉入臺大管理學院資訊管理學系，於2023年畢業。林睿庠還曾經到國泰金控，在後端與區塊鏈研發部門實習。後擔任中華民國外交部資訊專長外交替代役，供職於臺灣與邦交國聖露西亞，以數位犯罪分析師的身份培訓當地警察打擊數位犯罪。

## 犯罪生涯
林睿庠於2020年10月前後開始以網路化名「Pharoah」與「faro」創設並且經營暗網毒品交易網站Incognito Market。林睿庠以其擅長的區塊鏈技術設計交易系統的匿名金流，讓網站使用者得以在全球匿名交易古柯鹼、海洛因、LSD、MDMA等各式毒品，每筆交易抽取5%的佣金，數年間銷售額超過一億美元。2024年被聯邦調查局、緝毒局、國土安全部等多個美國執法單位立案緝捕，該年3月Incognito突然關閉，林睿庠向其用戶勒索兩萬美元作為不公開交易個資的贖金，在5月於在紐約約翰·甘迺迪國際機場被捕，被控犯下毒梟罪（持續性犯罪事業罪）、共謀毒品罪、共謀販售私偽藥、洗錢等多個刑事犯罪，罪刑若成立將被處終身監禁。2024年12月16日，林睿庠在美國聯邦法庭上承認共謀毒品罪、共謀販售私偽藥、洗錢三項刑事罪名，刑期將於2025年3月27日正式宣判。